# 左荧
左荧（1917年—1984年），河南获嘉人。曾任北京广播学院党委书记，是北京广播学院的创建人之一。

## 简历
1938年进入延安陕北公学学习。1939年加入中共。曾任陕北新华广播电台军事组组长。
1949年后，历任中央广播事业局总编室主任、地方广播部主任、国际联络部主任、业务研究室主任，北京广播学院党委书记兼副院长，中国唱片社社长。 （页面存档备份，存于）